# NGC 426
NGC 426 ist eine elliptische Galaxie mit aktivem Galaxienkern vom Hubble-Typ E3 im Sternbild Waldfisch südlich der Ekliptik. Sie ist schätzungsweise 238 Millionen Lichtjahre von der Milchstraße entfernt und hat einen Durchmesser von etwa 95.000 Lichtjahren. 
Im selben Himmelsareal befinden sich u. a. die Galaxien NGC 429, NGC 430, IC 1640, IC 1643.
Das Objekt wurde am 20. Dezember 1786 vom deutsch-britischen Astronomen Wilhelm Herschel entdeckt.